# Piémont pyrénéen
Pour les articles homonymes, voir Piémont (homonymie).

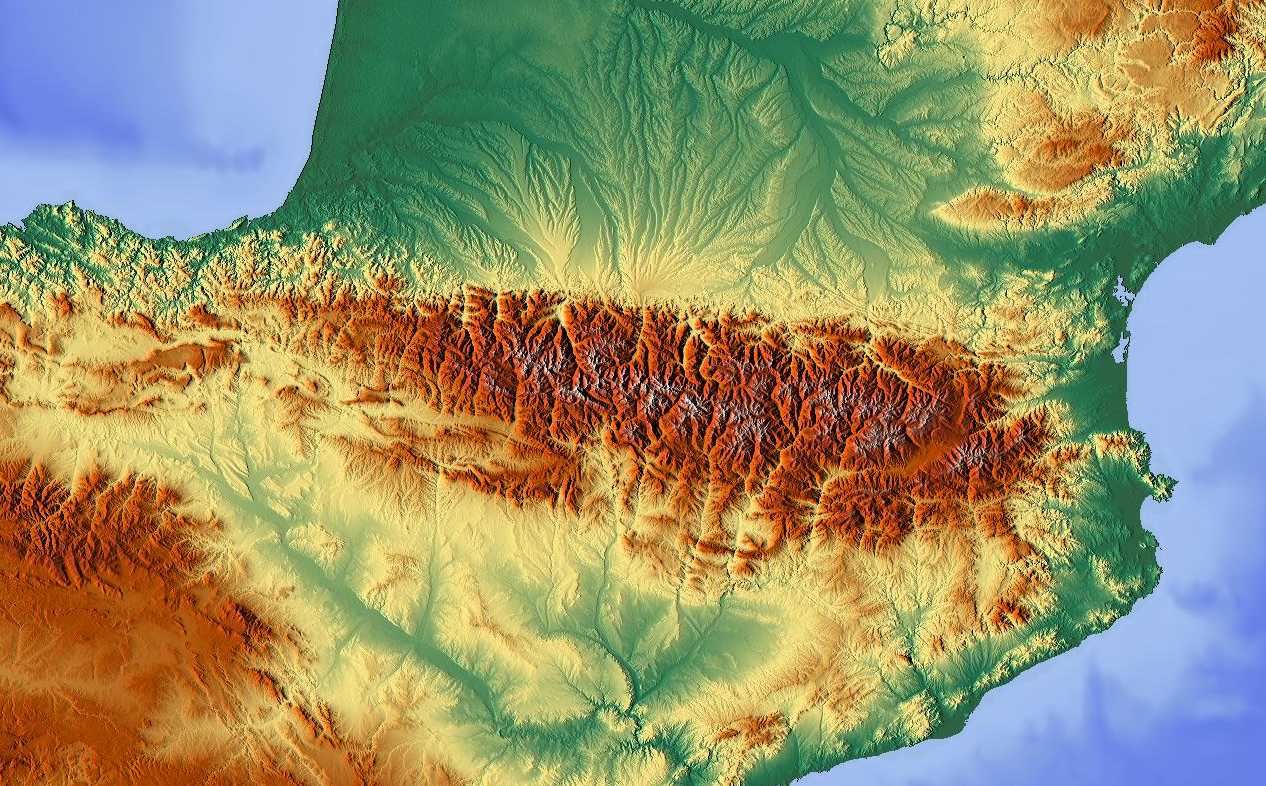
Carte d'altitude des Pyrénées : les bassins sédimentaires sont visibles et correspondent aux zones de basse altitude (jaune et vert clair) autour des fleuves (vert plus foncé).

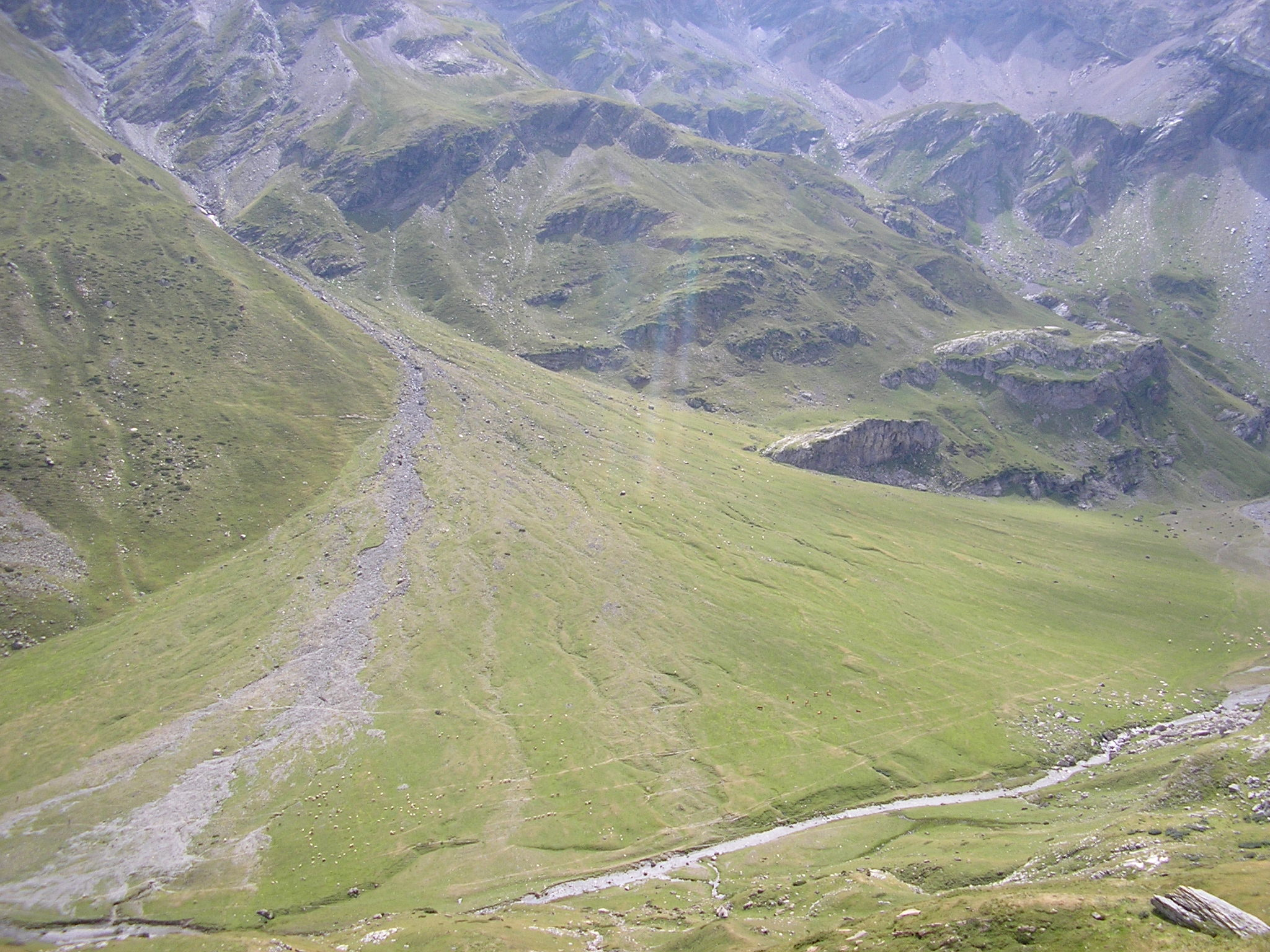
Petit cône de déjection dans le cirque d'Estaubé en haute montagne, Pyrénées.

Le piémont pyrénéen, ou piedmont pyrénéen, correspond à la zone de piémont des Pyrénées, tant côté nord en France que côté sud en Espagne. C'est une zone de relief de basses montagnes ou de collines, relativement peu accidentée, et constituée en surface de déjections détritiques ou minérales dues à l'érosion de part et d'autre de la chaîne des Pyrénées qui s'étale suivant un axe longitudinal (ou horizontal sur une carte).
La partie non déformée du piémont est formée de la coalescence des cônes de déjection des différents cours d'eau qui descendent des montagnes dans la plaine en charriant et déposant tous les produits fluviaux érosifs comme les alluvions (graviers, sables, argiles, etc.) Dans le cas présent, sont considérées les zones suivantes :
- côté nord ou français, le sud du bassin aquitain, c'est-à-dire le sud du bassin de la Garonne et le bassin de l'Adour, ainsi que le bassin de l'Aude et les petits bassins du Tech et de la Têt qui forment la plaine du Roussillon ;
- côté sud ou espagnol, le nord du bassin versant de l'Èbre ainsi que la plaine de Gérone.

Ce relief est donc dû au déversement dans une pénéplaine d'alluvions en grande quantité, issues en amont de l'érosion de zones de haute montagne de la chaîne des Pyrénées.
Dans la partie déformée, les strates géologiques du piémont peuvent avoir été légèrement surélevées et plissées par la surrection des Pyrénées, mais sans fracturation ni chevauchement de ces strates les unes sur les autres : il n'y a pas de nappes de charriage contrairement à la zone centrale ou aux pré-Pyrénées. En géologie, on dit que le piémont est fait de terrains « autochtones » par rapport à la haute montagne faite de nappes de charriage ou terrains « allochtones ».

## Géographie

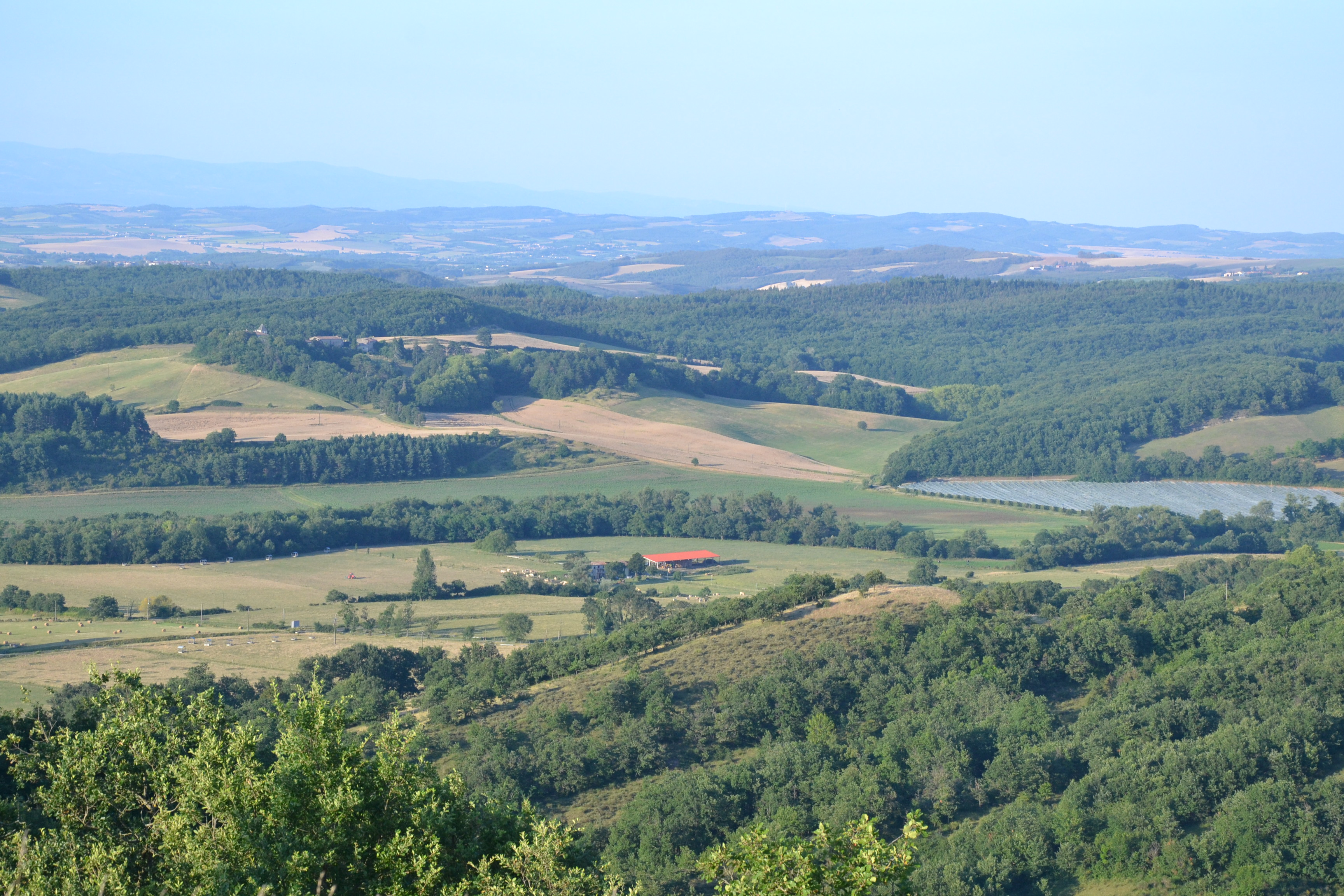
Régime vallonné typique de la zone de piémont déformée, massif de la Malepère en fond.

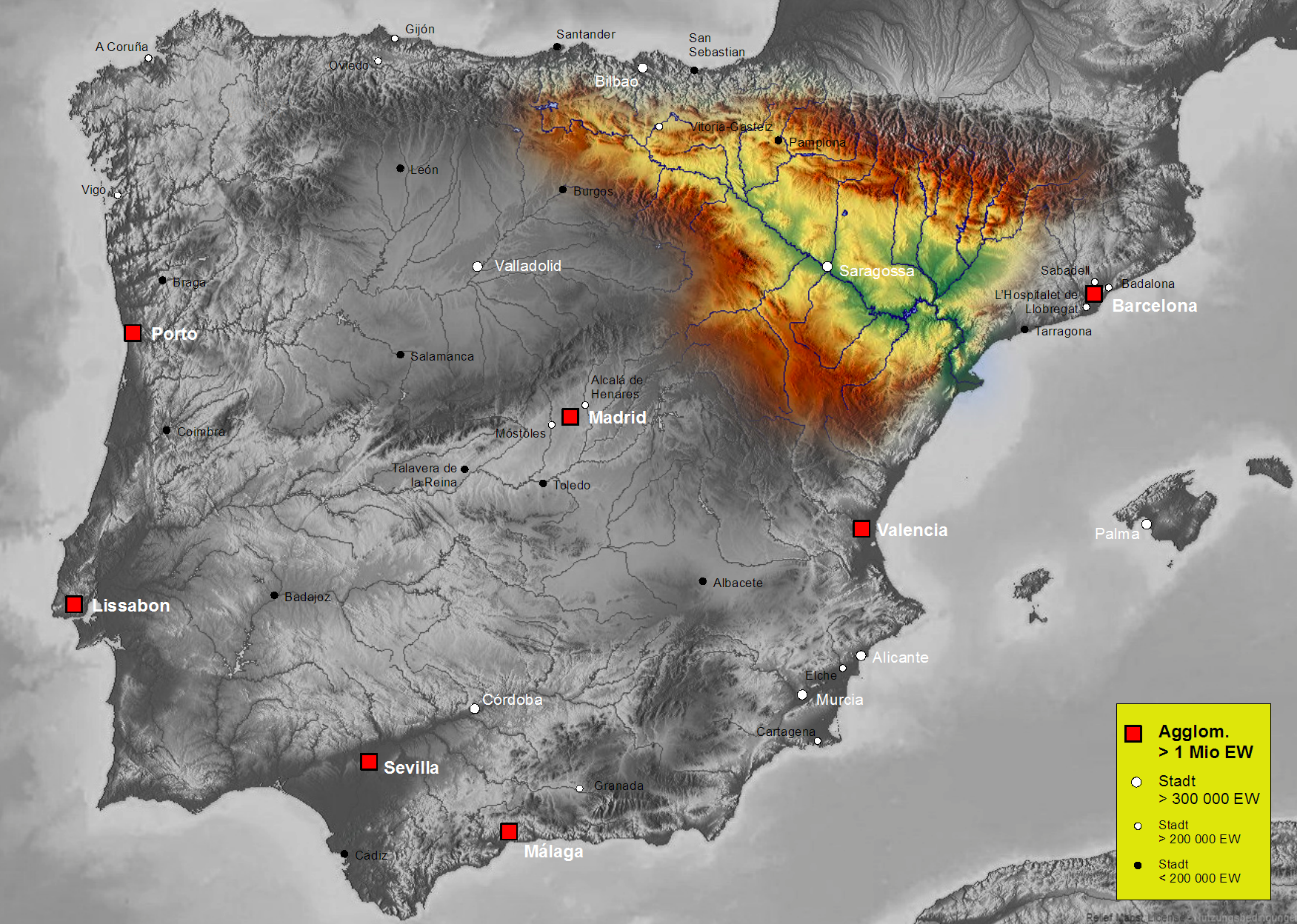
Bassin versant de l'Èbre avec la chaîne centrale des Pyrénées au nord.

La chaîne des Pyrénées étant grosso modo une barre montagneuse longitudinale, s'étendant d'ouest en est, les différentes zones qui la composent sont elles-mêmes des bandes de relief longitudinales plus ou moins régulières. On peut les présenter du nord au sud comme suit :
- le piémont nord pyrénéen non déformé, appelé aussi le pays-septentrional, fait des dépôts fluviaux du sud du Bassin aquitain comme les terrasses de la Garonne dont Pech-David (200 m de dépôt molassique) ;
- le piémont nord pyrénéen déformé fait des reliefs surélevés :
  - du sud bassin de la Garonne comme le plateau de Lannemezan,
  - du bassin de l'Adour,
  - le sud du bassin de l'Aude comme le massif de la Malepère et la montagne d'Alaric,
  - les bassins du Tech et du Têt ;
- les contreforts nord des Pyrénées appelés Pré-Pyrénées nord ou zone nord-pyrénéenne ;
- la zone centrale ou axiale des hauts sommets ;
- les contreforts sud des Pyrénées appelés Pré-Pyrénées sud ou zone sud-pyrénéenne ;
- le piémont sud pyrénéen déformé comme la haute plaine de Gérone côté méditerranéen, avec zone volcanique de la Garrotxa, et les basses sierras du bassin de l'Èbre[2] ;
- le piémont sud pyrénéen non déformé fait du reste de la zone nord du bassin versant de l'Èbre et la basse plaine de Gérone[2].

## Géologie

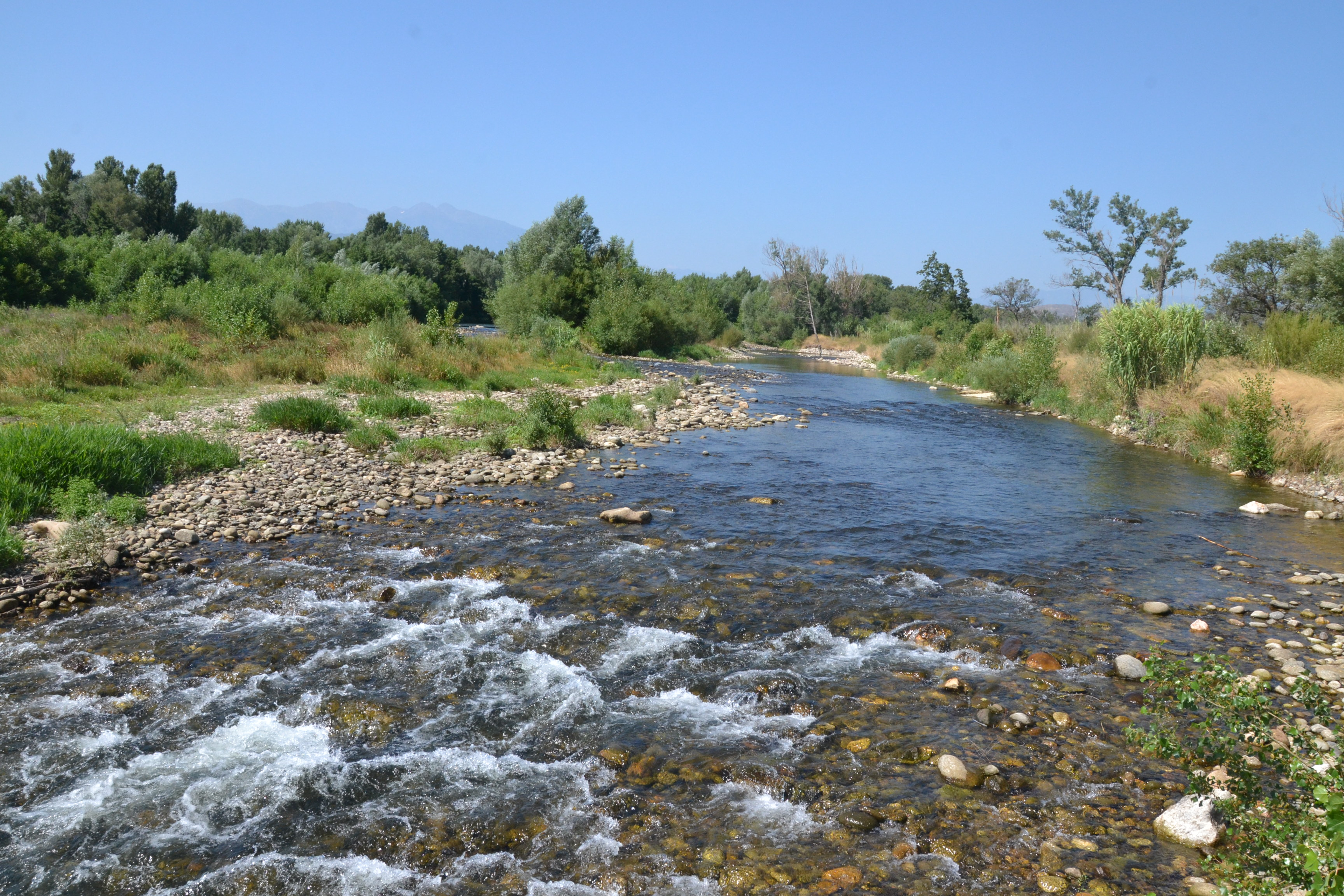
Le fleuve Têt charriant des galets dans la plaine du Roussillon.

### Type de terrains
Certains terrains sont de type calcaire et correspondent à la fermeture d'une mer précédant la formation des Pyrénées. Les sédiments marins formant le calcaire ont alors été remontés (l'un des plus hauts massifs des Pyrénées, le massif du Mont-Perdu est d'ailleurs calcaire).
D'autres terrains ou collines sont de type molassique, roche composée de gros galets charriés par les rivières et cimentés entre eux à l'aide d'un ciment naturel constitué de grains fins (sable, limons, argile).

### Orogenèse

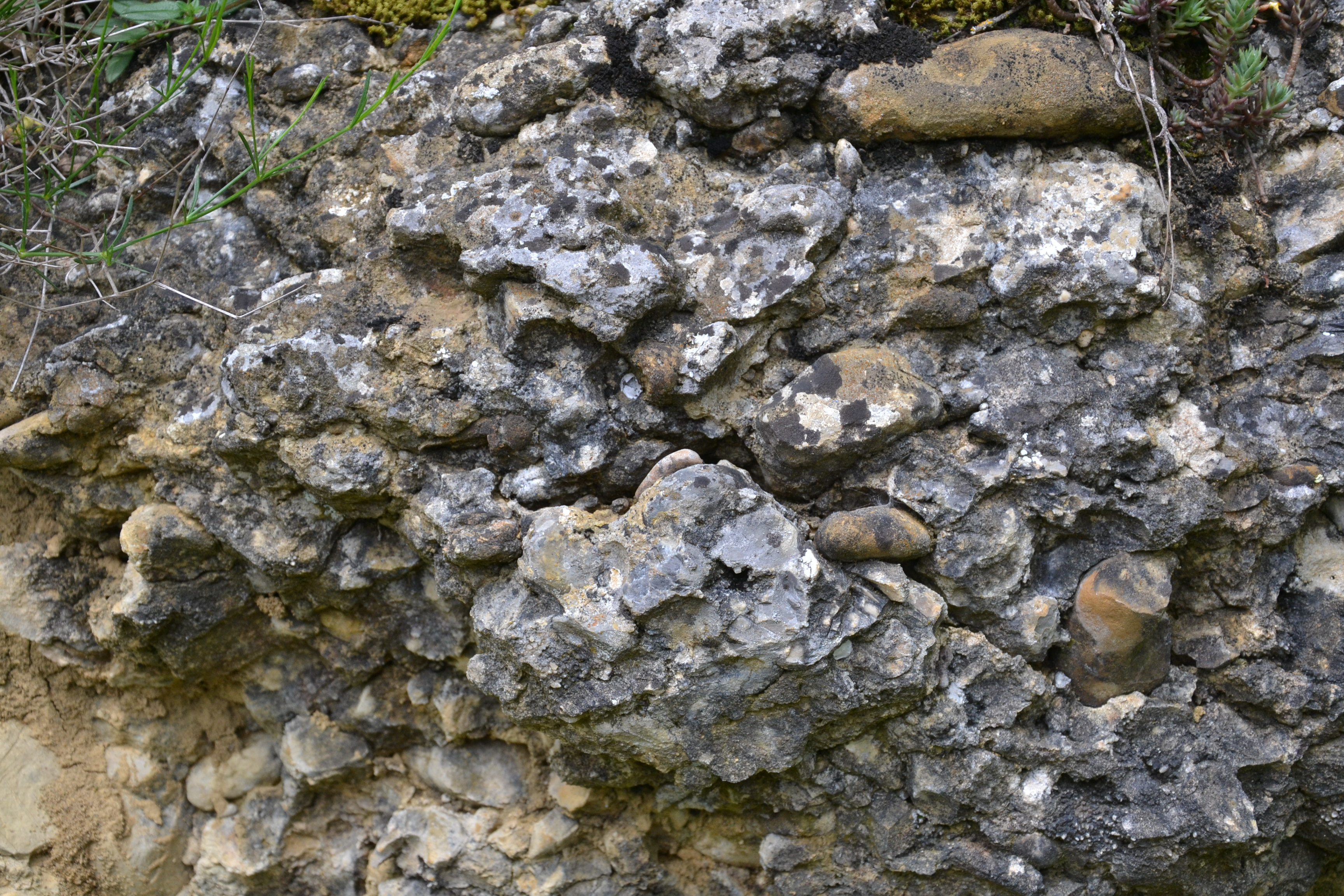
Poudingues de Palassou, roche molassique typique du piémont pyrénéen.

Durant tout le Paléogène, de −66 à −23 Ma, la formation des Pyrénées entraîne la surrection en altitude du relief, et par conséquent la quantité de matière érodée puis transportée dans les bassins aquitain et de l'Èbre s'intensifie. Les fleuves issus de la chaîne centrale drainent alors dans ces bassins des débris caillouteux formés de galets arrondis mélangés à des graviers, sables, limons et argiles (en fait toute taille de roche possible) qui se compactent pour former des roches détritiques appelées poudingues de Palassou. Le bassin aquitain, alors une mer peu profonde, se comble en partie de ces sédiments, si bien qu'on retrouve ces poudingues jusqu'à la côte littorale.
À partir du Miocène, de −23 à −5 Ma, la surrection des Pyrénées est terminée et l'érosion fluviale de la chaîne accumule dans le piémont des molasses faites de galets arrondis, grès, et calcaires argileux. Les fleuves changeant plusieurs fois de lits au cours de ces millions d'années, cela forme des collines de plusieurs centaines de mètres d'épaisseur comme aux terrasses de la Garonne.
À partir de −5 Ma, la période glaciaire intense fait que les glaciers descendent jusqu'en bas des vallées et y laissent de nombreuses moraines. Enfin depuis −10 000 ans, le réchauffement de l'Holocène a fait disparaître les glaciers, l'érosion fluviatile a de nouveau repris, charriant dans le piémont ces dépôts morainiques.

### Piémont français
Le piémont français correspond à la zone sous-pyrénéenne qui constitue géologiquement la partie sud du Bassin aquitain, l'avant-pays septentrional des Pyrénées. Lors de la formation des Pyrénées à l'Éocène vers −40 Ma, cette zone est faiblement plissée et chevauchée par la zone nord-pyrénéenne (ou pré-Pyrénées nord) le long du front de chevauchement nord-pyrénéen,, c'est-à-dire la ligne de front où les terrains allochtones nord-pyrénéens ou pré-pyrénéens commencent à recouvrir les terrains autochtones du piémont. Cette limite de chevauchement s'étire en longitude de l'ouest des Pyrénées, avec le front de la nappe du Bas Adour, jusqu'à l'est avec le front de la nappe des Corbières,.
La zone sous-pyrénéenne est scindée en deux parties inégales près de la faille de Muret, dans le prolongement de la faille de Toulouse :
- la partie orientale qui correspond à une zone située entre la Garonne et l'Aude, subdivisée en trois secteurs (du nord au sud) :
  - l'avant-pays septentrional,
  - une zone plissée de 10 kilomètres de largeur, qui part de l'Aude au nord et se termine dans les petites Pyrénées au sud, comprenant du flysch du Jurassique en surface, et des gypses du Trias en profondeur,
  - une bande étroite tout au sud contenant des couches de flysch du Crétacé supérieur, très épaisses et à fort pendage (car redressées par les chevauchements sur le front nord-pyrénéen situé un peu plus au sud) ;
- la partie occidentale qui ne contient que l'avant-pays septentrional. Ses sédiments mésozoïques épi-continentaux sont fortement diaclasés et très légèrement plissés. Les sédiments sont recouverts par des molasses du Miocène.

#### Strates
En surface, la zone sous-pyrénéenne contient des sédiments datant du Crétacé Supérieur et du Paléogène, de −100 à −23 Ma. Le plissement est relativement simple avec un axe de direction allant de Ouest/Nord-ouest à Est/Sud-Est. En sous-sols, la structure se complique avec des diapirs triassiques (−250 à −200 Ma) et des chevauchements internes à vergence nord. Sous 6 000 mètres de couverture de sédiments se cacheraient plus de 6 000 mètres de socle paléozoïque (−540 à −250 Ma). Le Mésozoïque (−250 à −66 Ma) comprend à son tour plus de 1 500 mètres de Trias, plus de 500 mètres de Jurassique, et plus de 3 000 mètres du Crétacé :
- le Trias inférieur atteint 500 mètres d'épaisseur et est composé de conglomérats, brèches, grès brunâtres, argilites et siltites ;
- le Trias moyen fait 400 mètres d'épaisseur montrant des argilites silteuses, des évaporites et des micrites dolomitiques ;
- le Trias supérieur, avec une épaisseur de 500 mètres, est constitué par des sédiments carbonatés, des sédiments riches en sel gemme et des siltites, mais inclut parfois des diabases ophitiques ou des dolérites à olivine ;
- le début du Jurassique inférieur est transgressif par rapport aux dépôts triasiques et contient jusqu'à 200 mètres de grès non marins, de calcaires littoraux et d'évaporites ;
- le Jurassique inférieur comprend environ 230 mètres de sédiments calcaires bioclastiques, riches en argile et des micrites ;
- le Jurassique supérieur (étage du Malm) contient des argilites et des carbonates ;
- le Crétacé supérieur commence avec le Turonien en faciès littoral avec grès et calcaires gréseux, puis au Campanien (entre −84 et −72 Ma) une fosse profonde et allongée se forma (le bassin sous-pyrénéen), qui fut remplie par une très épaisse série de flysch. Ces flyschs turbiditiques du Campanien puis du Maastrichtien totalisent une épaisseur de 2 000 à 3 000 mètres. Ils consistent en une alternance rythmique de sédiments fins (marnes, argilites calcaireux et argilites) et de sédiments plus grossiers (conglomérats, grès et grauwackes) ;
- à la limite Crétacé-Paléogène, vers −66 Ma, le bassin sous-pyrénéen reçut des sédiments continentaux rouges du faciès garumnien qui abritent parfois des œufs de dinosaures. À ce moment le bassin sous-pyrénéen fut plissé pour la première fois et subit au même temps un très léger métamorphisme ;
- pendant le Paléocène-Éocène, de −66 à −34 Ma, la mer transgressa à partir de l'Atlantique dans le bassin sub-pyrénéen, qui s'enfonça sous le poids des Pyrénées en formation et arrivant par le sud. Une série sédimentaire très épaisse (2 000 à 3 000 mètres) fut déposée à cette époque comprenant des sédiments détritiques ou calcaires très fins. Finalement, à cause de la formation des Pyrénées, la sédimentation s'arrêta à la fin de l'Éocène.

Après l'Albien (vers −100 Ma) et avant le début du Campanien (vers −84 Ma) apparaissent des roches volcaniques, parmi elles des laves basaltiques, des spilites, des diabases, et des roches pyroclastiques comme des tufs, des lapilli, des brèches et des agglomérés volcaniques.

### Piémont espagnol

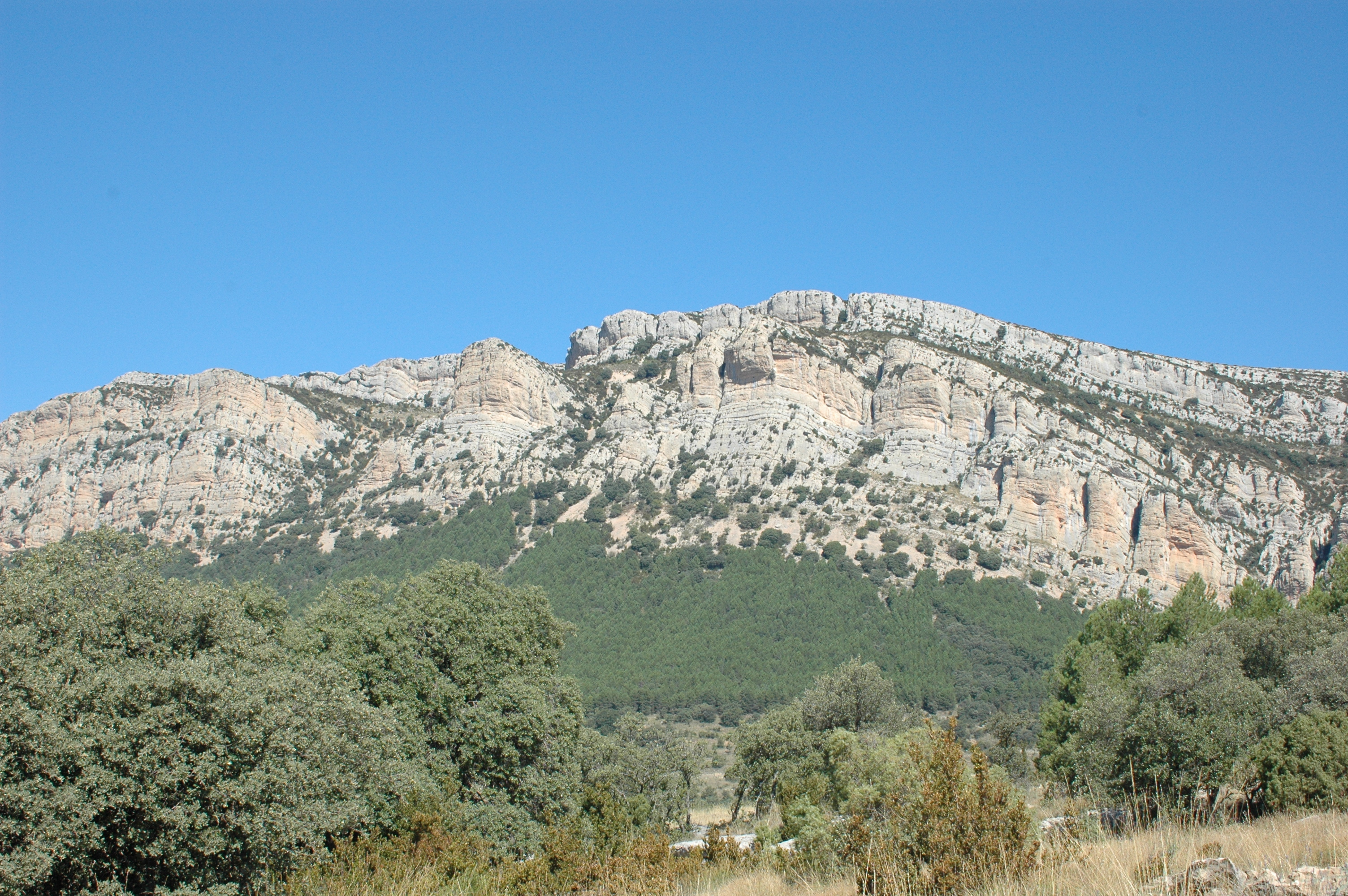
Roches sédimentaires de la nappe de Montsec dans le massif de Monstec (Pré-Pyrénées).

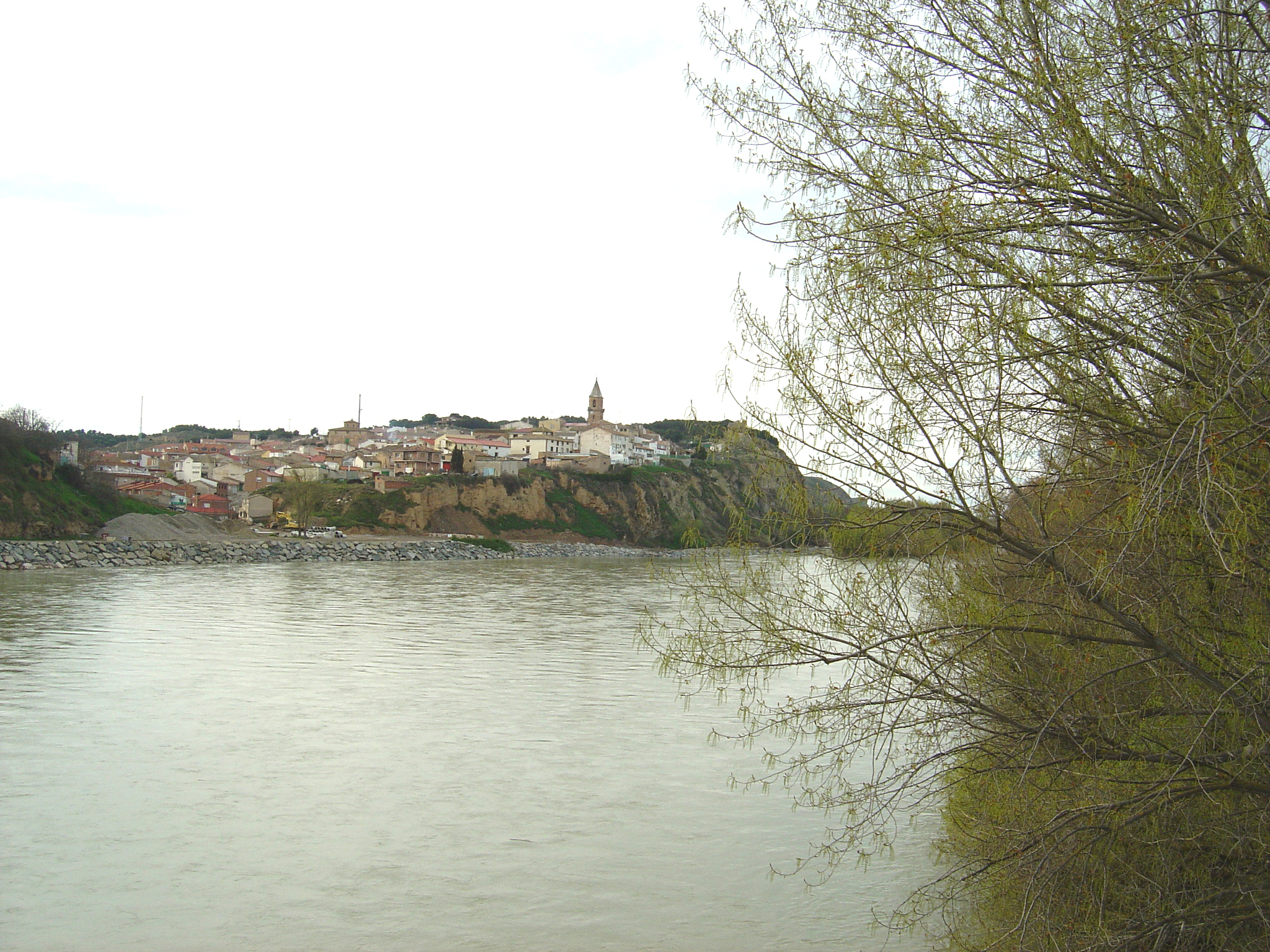
Rio Aragon à Milagro, village construit sur les couches sédimentaires du bassin nord de l'Èbre.

C'est aussi une zone sous-pyrénéenne, encore appelée avant-pays déformé,, mais située au sud des Pyrénées et constituant la partie nord du bassin versant de l'Èbre. Elle s'étend aussi en longitude, du sud de la Navarre à l'ouest, à la Catalogne à l'est, et est bordée au nord par la zone sud-pyrénéenne des pré-Pyrénées,,. Comme pour le piémont nord, la zone sous-pyrénéenne sud s'arrête là où les nappes de charriage de la zone sud-pyrénéenne viennent la chevaucher, le long du front de chevauchement sud-pyrénéen. Elle forme une bande assez étroite, sauf en Catalogne où elle s'élargit à l'est du cours du fleuve Sègre. En effet, à l'ouest du Sègre, la nappe des Sierras Marginales (chevauchée elle même par la nappe de Montsec) vient serrer et plisser le bassin de l'Èbre très au sud, alors qu'à l'est du Sègre, la nappe de Cadi s'étend peu en latitude. Ailleurs, les strates de l'avant-pays possèdent un faible pendage ou sont légèrement inclinées vers le nord. L'intensité du plissage s'amortit à mesure que l'on descend vers le sud pour finir avec des strates à pendage faible au centre du bassin de l'Èbre.

#### Strates
La succession sédimentaire dans le bassin s'organise comme suit : 
- strates sédimentaires les plus profondes datant du Paléozoïque (de −540 à −250 Ma) ;
- sédiments rouges datant du Crétacé supérieur au Paléocène (de −100 à −56 Ma) ;
- calcaires et marnes d'origine marine de l'Éocène (de −56 à −34 Ma) ;
- évaporites de l'Éocène supérieur (sel de Cardona) ;
- conglomérats de l'Oligocène inférieur (de −34 à −28 Ma).

Les conglomérats de la dernière période montre que l'orogenèse pyrénéenne a pris fin à l'Oligocène. Le bassin de l'Èbre s'approfondit près du front de chevauchement sud-pyrénéen, le remplissage sédimentaire atteint alors une moyenne de 3 000 mètres. Près des sierras Marginales le remplissage se réduit à 1 500 mètres. L'endroit le plus profond du bassin de l'Èbre avec 5 000 mètres est situé près de Logroño au nord-ouest.

## Ressources

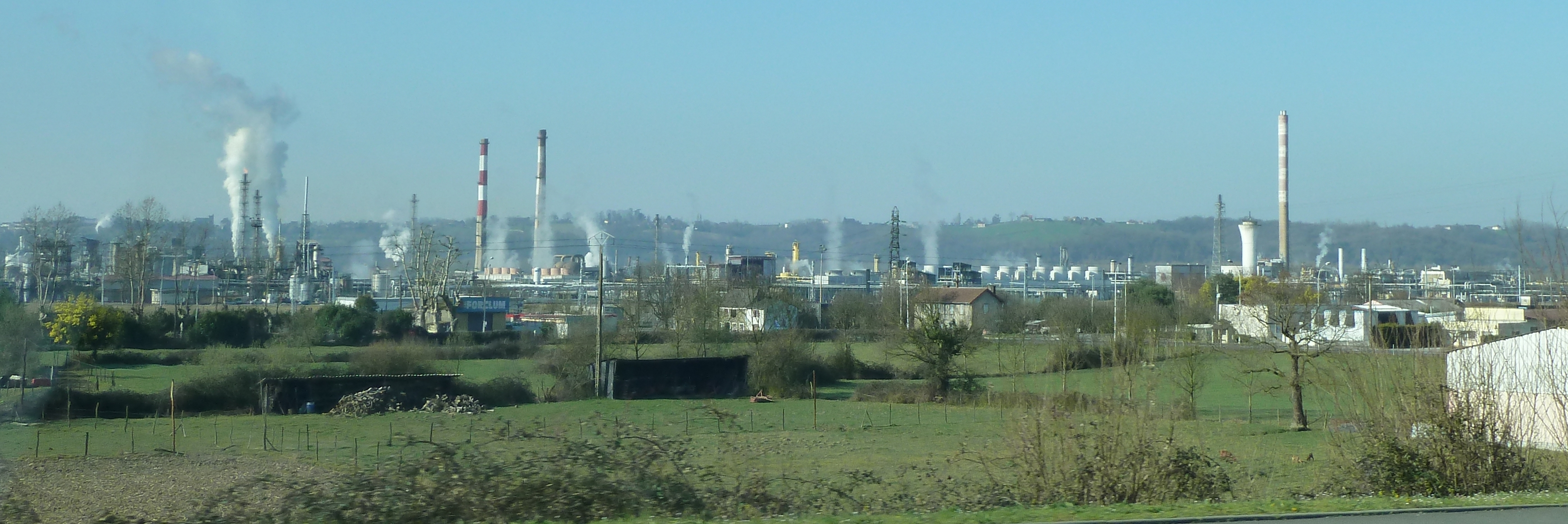
Usine d'esxtraction du gaz naturel à Lacq dans les Pyrénées-Atlantiques.

Côté français, le bassin de l'Adour contient des gisements de gaz naturel, dans des couches profondes datant du Crétacé inférieur (−146 à −100 Ma), sous les communes de Lacq (gisement de gaz de Lacq) et Meillon dans le département des Pyrénées-Atlantiques. Avec 220 milliards de mètres cubes de gaz, le bassin de l'Adour recèle la quasi-totalité des ressources en gaz naturel de France. Les roches-mères de cet hydrocarbure sont en fait des couches encore plus profondes, faites de calcaires et le dolomies du Jurassique supérieur (étage du Kimméridgien entre −157 et −152 Ma) : le gaz s'y forme, remonte ensuite en direction du sol, puis est finalement bloqué sous une couche étanche d'argiles de la fin du Crétacé inférieur (étage de l'Aptien entre −125 et −113 Ma). Au niveau du bassin de la Garonne fut exploité le gisement de gaz naturel de Saint-Marcet arrêté en 2009 qui a produit 7 milliards de m3 de gaz et 610 000 tonnes de pétrole.
On trouve aussi de la bauxite, entre Pech et Lavelanet, dans les roches karstiques datant du Jurassique.

## Végétation
Au niveau des Pyrénées, le piémont correspond à l'étage collinéen et à la pénéplaine faite de dépôts sédimentaires.

## Culture
Le piémont pyrénéen, du côté de la province de Lleida, est popularisé au niveau international en 2022 par le film Nos soleils de la réalisatrice Carla Simón, qui raconte la vie d'une famille de la ville d'Alcarràs, Ours d'or à la 72e Berlinale.